# Miguel Escueta
Miguel Escueta (Manila, 6 maggio 1984) è un cantante e performer filippino.
Miguel fu un regolare performer ed intrattenitore durante lo show televisivo di tre anni della GMA 7 Party Pilipinas.

## Discografia

### Album
- I Am M.E. (2007)
- I Am M.E. Amplified 2CD (2008)
- Now It Starts (2010)

### EP
- Sleeping While the World's Awake (2009)